# Марене
Марѐне (на италиански: Marene; на пиемонтски: Maren-e, Марен-е) е малко градче и община в Северна Италия, провинция Кунео, регион Пиемонт. Разположено е на 310 m надморска височина. Населението на общината е 3047 души (към 2010 г.).